# 허밍버드 (영화)
《허밍버드》(영어: Hummingbird, 미국 제목 Redemption)는 2013년에 개봉한 미국과 영국의 액션 범죄 드라마 영화이다.

## 출연진
- 제이슨 스테이섬 - 조지프 스미스 / 조이 존스 역
- 아가타 부제크 - 크리스티나 수녀 역
- 비키 매클루어 - 돈 역
- 베네딕트 웡 - 초이 씨 역
- 제어 라이언 - 수녀원장 역

## 시청 등급
- 대한민국: 청소년 관람불가